# Сент Питерсбург
Сент Питерсбург (енгл. St. Petersburg) четврти је по величини град америчке савезне државе Флорида. По попису становништва из 2010. у њему је живело 244.769 становника.

## Демографија
Према попису становништва из 2010. у граду је живело 244.769 становника, што је 3.463 (1,4%) становника мање него 2000. године.
|                   | 2010.            | 2000.            |
| Укупно            | 244 769 (100,0%) | 248 232 (100,0%) |
| Белци             | 157 409 (64,31%) | 170 396 (68,64%) |
| Афроамериканци    | 58 577 (23,93%)  | 55 502 (22,36%)  |
| Хиспаноамериканци | 16 214 (6,624%)  | 10 502 (4,231%)  |
| Азијати           | 7 779 (3,178%)   | 6 640 (2,675%)   |
| Остали            | 4 790 (1,957%)   | 5 192 (2,092%)   |

## Партнерски градови
- Санкт Петербург
- Такамацу
- Фигерас